# Catedrala din Zagreb
Catedrala din Zagreb este un monument istoric și de arhitectură din Zagreb, cu hramul Adormirii Maicii Domnului și regilor Ștefan I și Ladislau I ai Ungariei. Turlele sale înalte de 108 m sunt considerate ca fiind simboluri ale Zagrebului, fiind vizibile din majoritatea cartierelor orașului. Lăcașul este catedrala Arhidiecezei de Zagreb.

## Istorie
În 1093, când regele Ladislau I a mutat scaunul episcopului de la Sisak la Zagreb, acesta a proclamat biserica existentă drept catedrală. Lucrările de construcție la catedrală au început la scurt timp după moartea acestuia și s-au încheiat în 1217. Tot în 1217, catedrala a fost consacrată în prezența regelui Andrei al II-lea. În 1242, în cursul marii invazii mongole, catedrala nou construită a fost distrusă. Episcopul Timotei (1263–1287) a început să construiască o nouă catedrală, monumentală, integrând în ea rămășițele fostei catedrale. Acesta a dedicat noua catedrală sfântului rege Ștefan I al Ungariei. La sfârșitul secolului al XV-lea Imperiul Otoman a invadat Croația. A fost momentul în care a început construirea de ziduri de apărare în jurul catedralei, unele dintre ele încă intacte și astăzi. În secolul al XVII-lea, un turn de pază renascentist a fost ridicat pe latura de sud și a fost folosit ca punct militar de observație din cauza amenințării otomane.

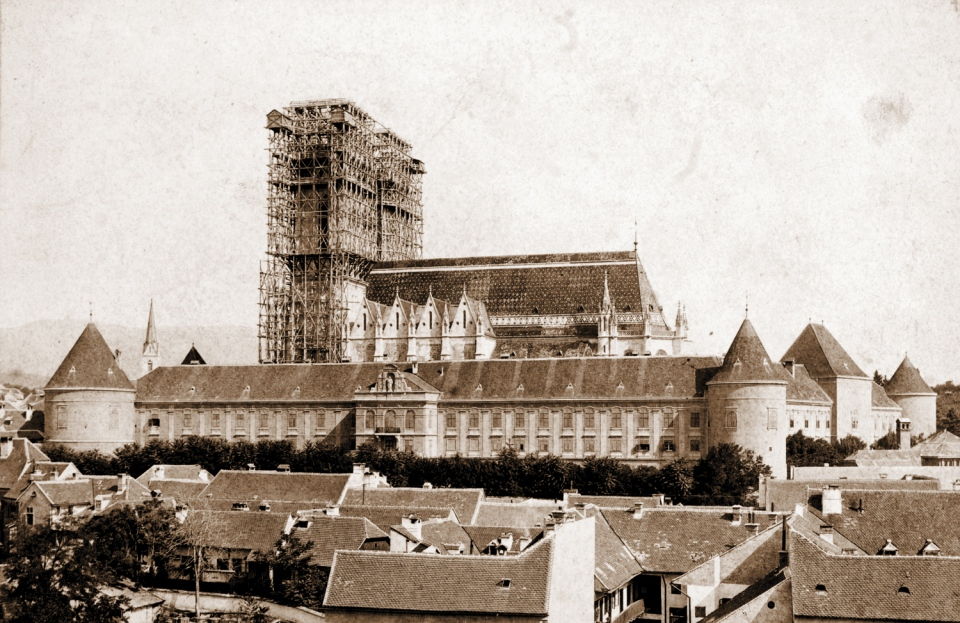
Reconstrucția Catedralei din Zagreb în 1894

Catedrala a fost grav avariată în timpul cutremurului din 9 noiembrie 1880. Nava principală s-a prăbușit, iar turnul a fost avariat fără a mai putea fi reparat vreodată. Reconstrucția catedralei în stil neogotic a fost condusă de arhitectul franco-german Hermann Bollé. Reconstrucția turlei de sud a început în 1938, dar a fost oprită atunci când comuniștii au venit la putere. Lucrările au fost reluate în 1968, atunci când partea superioară a turlei de nord a fost renovată. Ulterior, acoperișul învechit a fost complet renovat și înlocuit cu plăci de cupru. În 1987 arhiepiscopul Franjo Kuharić a fondat Comitetul Arhiepiscopiei din Zagreb pentru Reconstrucția Catedralei. Tot atunci a fost selectat și un grup operativ de experți. Reconstrucția a început în 1990. Aceasta se desfășoară de atunci în faze și priorități. Comitetul publică periodic raportul privind stadiul actual al lucrărilor.
Catedrala a fost vizitată de papa Benedict al XVI-lea pe 5 iunie 2011, unde acesta a oficiat vecernia de duminică și s-a rugat la mormântul lui Aloysius Stepinac.

## Arhitectură
Planul său cu trei abside poligonale și cu ferestre înguste seamănă cu modelul arhitectural francez, detaliile navelor sale adăugate ulterior corespund cu modelele de construcție moderne din arhitectura germană, iar sculpturile imaginative reflectă influenta școlilor cehe. Toate acestea indică nu numai introducerea timpurie a stilului gotic în nordul Croației, ci și internaționalizarea artei și importanța Episcopiei Zagrebului.
Clădirea are 46 m lățime și o înălțime maximă de 108,2 m, fiind cea mai înaltă clădire din Croația. Turla nordică (108,16 m) este cu 4 cm mai mică decât cea sudică (108,2 m).